# EW del Llangardaix
EW del Llangardaix (EW Lacertae) és un estel variable en la constel·lació del Llangardaix, situat en la part central de la mateixa a 25 segons d'arc en ascensió recta del límit amb la constel·lació d'Andrómeda. Es troba, d'acord amb la nova reducció de les dades de paral·laxi d'Hipparcos, a 821 anys llum de distància del sistema solar.

## Característiques
De tipus espectral B4IIIpe, EW del Llangardaix és una de les estrelles Be més complexes i més observades. Té una temperatura efectiva de 17.900 K i la seva lluminositat és 3.235 vegades superior a la lluminositat solar. Amb una massa set vegades major que la massa solar, posseeix una edat aproximada de 40 milions d'anys.

## Variabilitat
EW del Llangardaix és una variable eruptiva del tipus Gamma Cassiopeiae que experimenta pèrdua de massa des de la seva zona equatorial, conseqüència de la seva ràpida velocitat de rotació de 350 km/s. Està catalogat com un estel amb embolcall; l'embolcall sembla variar en un cicle d'uns 19 dies.
La lluentor de EW del Llangardaix oscil·la entre magnitud aparent +5,22 i +5,48, encara que aquesta amplitud és variable. En diferents èpoques el període ha anat canviant de 0,7364 dies en 1951 per després fluctuar entre 0,800 i 0,700 dies; en 1981 el seu període era de 0,711 dies, augmentant posteriorment a 0,722 dies. Així mateix existeix una variació a llarg termini en una escala de temps de 3000 dies. El seu espectre també indica pulsacions quasi-periòdiques d'aproximadament 1 dia. S'ha observat que l'estel és més brillant quan és més blau.
1. ↑   «Studying the UV MgII resonance lines in 20 Be stars». Baltic Astronomy, 2011, pàg. 572–575.
2. 1 2 3 4 5 6  Afirmat a: Gaia Data Release 2. Llengua del terme, de l'obra o del nom: anglès. Data de publicació: 25 abril 2018.
3. ↑  Afirmat a: Catalogue of Stellar Photometry in Johnson's 11-color system. Llengua del terme, de l'obra o del nom: anglès. Data de publicació: 2002.
4. 1 2   «High and intermediate-resolution spectroscopy of Be stars. An atlas of Hγ, He I 4471 and Mg II 4481 lines» (en anglès). Astronomy and Astrophysics, 3, 11-2001, pàg. 861–882. DOI: 10.1051/0004-6361:20011202.
5. ↑   «Rotational Velocities of B Stars» (en anglès). Astrophysical Journal, 1, 7-2002, pàg. 359–365. DOI: 10.1086/340590.
6. ↑   «Pulkovo Compilation of Radial Velocities for 35 495 Hipparcos stars in a common system» (en anglès). Astronomy Letters, 11, 11-2006, pàg. 759–771. DOI: 10.1134/S1063773706110065.
7. 1 2  EW Lacertae - Be star (SIMBAD)
8. 1 2 3  EW Lacertae Arxivat 2016-03-04 a Wayback Machine. (The Bright Star Catalogue)
9. 1 2  John R. Percy & Akos G. Bakos «Photometric Monitoring of Bright Be Stars. IV. 1996–1999». The Publications of the Astronomical Society of the Pacific. pp. 748–753.
10. ↑  Hohle, M. M.; Neuhäuser, R.; Schutz, B. F. «Masses and luminosities of O- and B-type stars and red supergiants». Astronomische Nachrichten. p. 349.
11. ↑  Tetzlaff, N.; Neuhäuser, R.; Hohle, M. M. «A catalogue of young runaway Hipparcos stars within 3 kpc from the Sun». Monthly Notices of the Royal Astronomical Society. pp. 190-200.
12. ↑  EW Lacertae (General Catalogue of Variable Stars)